# EA Montreal
EA Montreal là một xưởng phát triển trò chơi điện tử được sở hữu và hoạt động bởi Electronic Arts có trụ sở tại Montréal, Québec, Canada. Nó được EA khánh thành vào ngày 17 tháng 3 năm 2004. Xưởng làm việc này được thành lập bởi Alain Tascan, một cựu thành viên trong ban quản trị của Ubisoft và BAM! Entertainment. Nó là một trong số ít xưởng làm việc được EA tạo ra thay vì mua lại. Năm 2006, sau khi Jamdat bị mua lại, trụ sở ở Montreal của nó được chuyển đến xưởng EA Montreal. EA Montreal và EA Mobile Montreal được điều khiển cách biệt nhau. Năm 2007, cùng với sự phân chia các xưởng của EA vào bốn nhãn hiệu, EA Montreal trở thành một phần của nhãn hiệu EA Games (do Frank Gibeau làm chủ tịch). EA Montreal có nhiệm vụ đặc quyền với hai trò chơi: Boogie và Army of Two cũng như các trò chơi khác khi nó cộng tác với các xưởng khác của EA.

## Trò chơi
EA Montreal đã phát triển một số trò chơi như:
- SSX on Tour (PlayStation Portable) (phát hành ở Bắc Mỹ tháng 10 năm 2005)
- NHL 07 (PS2, Xbox, PC, PSP) (phát hành ở Bắc Mỹ tháng 9 năm 2006)
- SSX Blur (Wii) (phát hành ở Bắc Mỹ tháng 2,2007)
- Boogie (Wii, PS2, Nintendo DS) (phát hành vào tháng 8,2007)
- Army of Two (Xbox 360, PlayStation 3) (phát hành ở Bắc Mỹ vào ngày 4 tháng 3 năm 2008)
- Boogie Superstar (Wii) (phát hành vào tháng 10,2008)
- Skate It (Wii) (phát hành vào tháng 11 năm 2008)
- Spore Hero (with Maxis) (Wii) (phát hành ở Bắc Mỹ vào ngày 6 tháng 10 năm 2009 và toàn thế giới vào ngày 8 tháng 10 năm 2009)
- Need for Speed: Nitro (Wii) (phát hành ở Bắc Mỹ vào tháng 11 năm 2009)
- Army of Two: The 40th Day (Xbox 360, PlayStation 3, PlayStation Portable) (phát hành ở Bắc Mỹ vào ngaft 12 tháng 1 năm 2010)
- The Sims 3: High-End Loft Stuff (PC) (phát hành ở Bắc Mỹ vào ngày 2 tháng 2 năm 2010)

## Địa điểm
EA Montreal đặt trụ sở tại số 3 Place Ville-Marie, trung tâm Montreal.